# Tularosa
Tularosa is een plaats (village) in de Amerikaanse staat New Mexico, en valt bestuurlijk gezien onder Otero County.

## Demografie
Bij de volkstelling in 2000 werd het aantal inwoners vastgesteld op 2864.
In 2006 is het aantal inwoners door het United States Census Bureau geschat op 2811, een daling van 53 (-1,9%).

## Geografie
Volgens het United States Census Bureau beslaat de plaats een oppervlakte van
5,4 km², geheel bestaande uit land. Tularosa ligt op ongeveer 1374 m boven zeeniveau.

## Plaatsen in de nabije omgeving
De onderstaande figuur toont nabijgelegen plaatsen in een straal van 32 km rond Tularosa.

## Geboren in Tularosa
- Kim Stanley (1925-2001), actrice